# Prionotus rubio
Prionotus rubio är en fiskart som beskrevs av Jordan, 1886. Prionotus rubio ingår i släktet Prionotus och familjen knotfiskar. Inga underarter finns listade i Catalogue of Life.